# Oceanites
Oceanites is een geslacht van vogels uit de familie zuidelijke stormvogeltjes. 

## Soorten
De volgende drie soorten zijn ingedeeld bij het geslacht:
- Oceanites gracilis – Sierlijk stormvogeltje
- Oceanites oceanicus – Wilsons stormvogeltje
- Oceanites pincoyae – Pincoyastormvogeltje